# 塔拉-山口规则
塔拉-山口规则是连珠的开局规则。作为塔拉尼科夫规则的一种改进，它由日本棋手山口釉水提出。规则的名字由这两名棋手的名字组合命名。它有一个变种，塔拉-山口-N规则。

## 规则介绍
塔拉-山口规则的详细开局流程如下：
- 假黑方在棋盘中心落下第1手棋。
- 对方可以交换。
- 假白方在棋盘中心的3×3方格内落下第2手棋。
- 对方可以交换。
- 假黑方在棋盘中心的5×5方格内落下第3手棋。
- 对方可以交换。
- 假白方在棋盘中心的7×7方格内落下第4手棋。

接下来，假黑方有两种选择。选择1：
- 假黑方可以交换。
- 交换后的假黑方在棋盘中心的9×9方格内落下第5手棋。
- 假白方可以交换。
- 交换后的白方在棋盘任意位置落下第6手棋。

选择2：
- 假黑方在棋盘的任意位置摆出5个打点（塔拉-山口-N规则摆N个打点），作为第5手棋的候选。这些打点不能对称。
- 白方从这些打点中选择一个作为第5手棋，并落下第6手棋。

## 简要说明
这一规则提供了更多新的平衡开局，包括一些在山口规则中不能使用的开局，如游星、彗星、山月、新月。
另一方面，这一规则对开局也存在限制，只有5打不必胜的开局才可战，这使得溪月、峡月和一些其他开局变得不宜使用。塔拉-山口-N规则解决了这个问题。

## 相关比赛
2012年，塔拉-山口规则作为世界连珠通信锦标赛的正式规则。自2010年起，欧洲连珠锦标赛开始使用此规则。此外，一些其他国际比赛也使用此规则。